# قائمة ثدييات المغرب

## رتبة الرئيسيات Order Primate
رتبة الرئيسيات تنقسم إلى 16 فصيلة في العالم، يتواجد منهم واحدة في المغرب غير البشر:

### فصيلة قردة العالم القديم Family Old World monkeys
فصيلة قردة العالم القديم تنقسم إلى 130 نوعا في العالم، يتواجد منهم واحدة في المغرب:
| الاسم العربي   | بالإنجليزية | الفصيلة         | الصورة | الموقع | حالة الحفظ بالمغرب     |
| -------------- | ----------- | --------------- | ------ | ------ | ---------------------- |
| المكاك البربري | مكاك بربري  | Macaca sylvanus |        |        | مهددة بخطر انقراض ادنى |

## رتبة زبابيات الفيل Order Elephant shrew
رتبة زبابيات الفيل تنقسم إلى فصيلة واحدة في العالم، تتواجد في المغرب:

### فصيلة زبابيات الفيل Family Macroscelididae
فصيلة زبابيات الفيل تنقسم إلى 17 نوعا في العالم، يتواجد منهم واحدة في المغرب:
| الاسم العربي             | بالإنجليزية                  | الفصيلة             | الصورة | الموقع | حالة الحفظ في المغرب |
| ------------------------ | ---------------------------- | ------------------- | ------ | ------ | -------------------- |
| زبابة الفيل شمال إفريقية | North African Elephant Shrew | Elephantulus rozeti |        |        | ليست مهددة بالانقراض |

## رتبة آكلات الحشرات Order Insectivora

### فصيلة القنفذيات Family Erinaceidae
فصيلة القنفذيات تنقسم إلى 17 فصيلة في العالم، يتواجد منهم 2 في المغرب:
| الاسم العربي      | بالإنجليزية       | الفصيلة                 | الصورة | الموقع | حالة الحفظ في المغرب |
| ----------------- | ----------------- | ----------------------- | ------ | ------ | -------------------- |
| قنفذ شمال أفريقيا | قنفذ شمال أفريقيا | Atelerix algirus        |        |        |                      |
| قنفذ حبشي         | قنفذ حبشي         | Paraechinus aethiopicus |        |        |                      |

### عائلة الزبابيات Family Soricidae
عائلة الزبابيات تنقسم إلى 246 فصيلة في العالم، يتواجد منهم 7 فصائل في المغرب:
| الاسم العربي           | بالإنجليزية                                                          | الفصيلة               | الصورة | الموقع | حالة الحفظ في المغرب          |
| ---------------------- | -------------------------------------------------------------------- | --------------------- | ------ | ------ | ----------------------------- |
| زباب موريتاني          | Mauritanian Shrew [الإنجليزية]                                       | Crocidura lusitania   |        |        | ليست مهددة بالانقراض          |
| زباب أكبر ابيض الاسنان | Greater White-toothed Shrew [الإنجليزية]                             | Crocidura russula     |        |        | ليست مهددة بالانقراض          |
| زباب الصحراء           | Saharan Shrew [الإنجليزية]                                           | tarfayensis Crocidura |        |        |                               |
| زباب أصغر أبيض الأسنان | زباب أصغر أبيض الأسنان                                               | Crocidura suaveolens  |        |        | لا توجد معلومات عن حالة الحفظ |
| زباب السافانا          | Savanna Path Shrew [الإنجليزية]                                      | Crocidura viaria      |        |        | ليست مهددة بالانقراض          |
| زباب سافي القزم        | ،Savi's Pygmy Shrew, Etruscan Pygmy Shrew, Common Shrew [الإنجليزية] | Suncus etruscus       |        |        | ليست مهددة بالانقراض          |
| زباب ويتاكر            | Whitaker's Shrew [الإنجليزية]                                        | Crocidura whitakeri   |        |        | ليست مهددة بالانقراض          |

## رتبة الخفاشيات Order Chiroptera

### فصيلة خفاشيات المساء Family Vesper bat
عائلة خفاشيات المساء تنقسم إلى 35 فصيلة في العالم، يتواجد منهم 16 فصيلة في المغرب:
| الاسم العربي              | بالإنجليزية                        | الفصيلة                   | الصورة | الموقع | حالة الحفظ في المغرب          |
| ------------------------- | ---------------------------------- | ------------------------- | ------ | ------ | ----------------------------- |
| خفاش لونج                 | Long-fingered Bat [الإنجليزية]     | Myotis capaccinii         |        |        | مهددة بخطر انقراض ادنى        |
| خفاش جوفروا               | Geoffroy's Bat [الإنجليزية]        | Myotis emarginatus        |        |        | مهددة بخطر انقراض ادنى        |
| خفاش مخفوق                | Whiskered bat [الإنجليزية]         | Myotis mystacinus         |        |        |                               |
| خفاش ناتوري               | Natterer's bat [الإنجليزية]        | Myotis nattereri          |        |        |                               |
| خفاش فلتن                 | Felten's Myotis [الإنجليزية]       | Myotis punicus            |        |        | لا توجد معلومات عن حالة الحفظ |
| خفاش برباستيل             | Barbastelle [الإنجليزية]           | Barbastella barbastellus  |        |        | مهددة بخطر انقراض ادنى        |
| خفاش سافي                 | Savi's Pipistrelle [الإنجليزية]    | Hypsugo savii             |        |        |                               |
| خفاش نوكتول الكبير        | Greater Noctule bat [الإنجليزية]   | Nyctalus lasiopterus      |        |        |                               |
| خفاش نوكتول الصغير        | Lesser Noctule [الإنجليزية]        | Nyctalus leisler          |        |        |                               |
| خفاش نوكتول عادي          | Common Noctule [الإنجليزية]        | Nyctalus noctula          |        |        |                               |
| خفاش الصحراء طويل الاذنين | Desert long-eared bat [الإنجليزية] | Otonycteris hemprichii    |        |        |                               |
| خفاش كوهل                 | Kuhl's Pipistrelle                 | Pipistrellus kuhlii       |        |        | غير مهددة بالانقراض           |
| خفاش بيبيستريل عادي       | Common_Pipistrelle [الإنجليزية]    | Pipistrellus pipistrellus |        |        | غير مهددة بالانقراض           |
| خفاش الرمال               | Rüppell's Pipistrelle [الإنجليزية] | Pipistrellus rueppellii   |        |        | غير مهددة بالانقراض           |
| خفاش اذني الكناري الكبير  | Canary Big-eared Bat [الإنجليزية]  | Plecotus teneriffae       |        |        | لا توجد معلومات عن حالة الحفظ |
| خفاش شرايبر               | Common Bent-wing Bat [الإنجليزية]  | Miniopterus schreibersii  |        |        | غير مهددة بالانقراض           |

### فصيلة خفاشيات ذيل الفار Family Rhinopomatidae
عائلة خفاشيات ذيل الفار تنقسم إلى 35 فصيلة في العالم، يتواجد منهم 4 فصائل في المغرب:
| الاسم العربي          | بالإنجليزية                           | الفصيلة                | الصورة | الموقع | حالة الحفظ في المغرب |
| --------------------- | ------------------------------------- | ---------------------- | ------ | ------ | -------------------- |
| خفاش ذيل الفار الصغير | Lesser Mouse-tailed Bat [الإنجليزية]  | Rhinopoma hardwickei   |        |        | غير مهددة بالانقراض  |
| خفاش ذيل الفار الكبير | Greater Mouse-tailed Bat [الإنجليزية] | Rhinopoma microphyllum |        |        | غير مهددة بالانقراض  |

### فصيلة خفاشيات حرة الذيل Family Free-tailed bat
عائلة خفاشيات حرة الذيل تنقسم إلى 35 فصيلة في العالم، يتواجد منهم 4 فصائل في المغرب:
| الاسم العربي         | بالإنجليزية                           | الفصيلة             | الصورة | الموقع | حالة الحفظ في المغرب |
| -------------------- | ------------------------------------- | ------------------- | ------ | ------ | -------------------- |
| خفاش حر الذيل مصري   | Egyptian Free-tailed Bat [الإنجليزية] | Tadarida aegyptiaca |        |        | غير مهددة بالانقراض  |
| خفاش حر الذيل أوروبي | خفاش حر الذيل الأوروبي                | Tadarida teniotis   |        |        |                      |

### فصيلة خفاشيات جناحي الكيس Family Sac-winged bat
عائلة خفاشيات جناحي الكيس تنقسم إلى 35 فصيلة في العالم، يتواجد منهم 4 فصائل في المغرب:
| الاسم العربي      | بالإنجليزية                        | الفصيلة               | الصورة | الموقع | حالة الحفظ في المغرب |
| ----------------- | ---------------------------------- | --------------------- | ------ | ------ | -------------------- |
| خفاش القبر العاري | Naked-rumped Tomb Bat [الإنجليزية] | Taphozous nudiventris |        |        | غير مهددة بالانقراض  |

### فصيلة خفاشيات مشقوقة الوجه Family Nycteridae
عائلة خفاشيات مشقوقة الوجه تنقسم إلى 35 فصيلة في العالم، يتواجد منهم 4 فصائل في المغرب:
| الاسم العربي            | بالإنجليزية                          | الفصيلة           | الصورة | الموقع | حالة الحفظ في المغرب |
| ----------------------- | ------------------------------------ | ----------------- | ------ | ------ | -------------------- |
| خفاش مشقوق الوجه المصري | Egyptian Slit-Faced Bat [الإنجليزية] | Nycteris thebaica |        |        | غير مهددة بالانقراض  |

### فصيلة خفاشيات حدوة الحصان Family Horseshoe bat
عائلة خفاشيات حدوة الحصان تنقسم إلى 35 فصيلة في العالم، يتواجد منهم 7 فصائل في المغرب:
| الاسم العربي                        | بالإنجليزية                            | الفصيلة                   | الصورة | الموقع | حالة الحفظ في المغرب          |
| ----------------------------------- | -------------------------------------- | ------------------------- | ------ | ------ | ----------------------------- |
| خفاش حدوة الحصان بلازيوس            | Blasius's Horseshoe Bat [الإنجليزية]   | Rhinolophus blasii        |        |        | قريبة من خطر التهديد بالانقرض |
| خفاش حدوة حصان البحر الابيض المتوسط | خفاش الحذوة المتوسطي                   | Rhinolophus euryale       |        |        | مهددة بخطر انقراض ادنى        |
| خفاش حدوة الحصان الكبير             | خفاش الحذوة الكبير                     | Rhinolophus ferrumequinum |        |        |                               |
| خفاش حدوة الحصان الصغير             | خفاش الحذوة الصغير                     | hipposideros Rhinolophus  |        |        | غير مهددة بالانقراض           |
| خفاش حدوة الحصان موهولي             | خفاش حذوة ميهيلي                       | Rhinolophus mehelyi       |        |        | مهددة بخطر انقراض ادنى        |
| خفاش ترايدنت                        | Trident Bat                            | Asellia tridens           |        |        | غير مهددة بالانقراض           |
| خفاش مورق الانف سوندفال             | Sundevall's Roundleaf Bat [الإنجليزية] | Hipposideros caffer       |        |        | غير مهددة بالانقراض           |

## رتبة آكلات اللحوم Order Carnivora
رتبة آكلات اللحوم، تنقسم إلى 16 فصيلة في العالم، يتواجد منهم 7 فصائل في المغرب:

## الكلبيات
عائلة الكلبيات تضم الكلاب والذئاب والثعالب وبنات اوى، وتنقسم إلى 36 نوعا في العالم، يتواجد منهم 4 نوع في المغرب:
| الاسم بالعربية    | الذئب الذهبي الافريقي |
| الاسم بالإنجليزية | African golden wolf   |
| الاسم العلمي      | Canis lupaster        |
| النوع الفرعي      | C.l.algirensis        |
| الصورة            |                       |
| الاسم بالعربية    | الثعلب الأحمر         |
| الاسم بالإنجليزية | Red fox               |
| الاسم العلمي      | Vulpes vulpes         |
| الصورة            |                       |
| الاسم بالعربية    | ثعلب روبل             |
| الاسم بالإنجليزية | Rüppell's fox         |
| الاسم العلمي      | Vulpes rueppelli      |
| الصورة            |                       |
| الاسم بالعربية    | فنك                   |
| الاسم بالإنجليزية | fennec fox            |
| الاسم العلمي      | Vulpes zerda          |
| الصورة            |                       |

### عائلة العرسيات Family Mustelidae
عائلة العرسيات تنقسم إلى 67 فصيلة في العالم، يتواجد منهم 4 فصائل في المغرب:
| الإسم العربي       | الإسم بالإنجليزية       | الإسم العلمي       | الصورة |
| ------------------ | ----------------------- | ------------------ | ------ |
| ابن عرس صغير       | Lesser weasel           | Mustela nivalis    |        |
| سفشة مخططة صحراوية | Saharan Striped Polecat | Ictonyx libyca     |        |
| سفشة أوروبية       | European polecat        | Mustela putorius   |        |
| غرير العسل         | Honey badger            | Mellivora capensis |        |
| قضاعة أوراسية      | Eurasian otter          | Lutra lutra        |        |

### عائلة الزباديات Family Viverridae
عائلة الزباديات تضم الزّبـَاد والزريقاء. وتنقسم إلى 35 فصيلة في العالم، يتواجد منهم فصيلة واحدة في المغرب:
| الإسم العربي | الإسم بالإنجليزية | الإسم العلمي    | الصورة |
| ------------ | ----------------- | --------------- | ------ |
| الزريقاء     | Common Genet      | Genetta genetta |        |

### عائلة السموريات Family Herpestidae
عائلة السموريات تضم النمس. وتنقسم إلى 31 فصيلة في العالم، يتواجد منهم فصيلة واحدة في المغرب:
| الإسم العربي | الإسم بالإنجليزية | الإسم العلمي        | الصورة |
| ------------ | ----------------- | ------------------- | ------ |
| نمس مصري     | Egyptian mongoose | Herpestes ichneumon |        |

### عائلة الضبعيات Family Hyaenidae
عائلة الضبعيات تضم الضبع. وتنقسم إلى 4 فصيلة في العالم، يتواجد منهم فصيلة واحدة في المغرب:
| الإسم العربي | الإسم بالإنجليزية | الإسم العلمي  | الصورة |
| ------------ | ----------------- | ------------- | ------ |
| ضبع مخطط     | Striped hyena     | Hyaena hyaena |        |

### عائلة فقميات الراهب Family Phocidae
عائلة فقميات الراهب. وتنقسم إلى 35 فصيلة في العالم، يتواجد منهم فصيلة واحدة في المغرب:
| الاسم العربي        | بالإنجليزية           | الفصيلة           | الصورة | الموقع | حالة الحفظ بالمغرب     |
| ------------------- | --------------------- | ----------------- | ------ | ------ | ---------------------- |
| فقمة الراهب المتوسط | فقمة الراهب المتوسطية | Monachus monachus |        |        | مهددة بخطر انقراض أقصى |

### عائلةالسنوريات(القططيات) Family Felidae
عائلة القطط تنقسم إلى 35 فصيلة في العالم، يتواجد منهم 7 فصائل في المغرب، والفصيلة الأخيرة، الفهد، فيعتقد أنه يحتمل وجود بعض الافراد في الاطلس الصغير وعلى الحدود المغربية الجزائرية الموريتانية اما الاسد فهو منقرض من البرية ويعاد اكثاره لإطلاقه في محمية خاصة بالاطلس الكبير مستقبلا.
| الاسم العربي | بالإنجليزية           | الفصيلة            | الصورة | الموقع | حالة الحفظ بالمغرب             |
| ------------ | --------------------- | ------------------ | ------ | ------ | ------------------------------ |
| قط بري       | Wild Cat [الإنجليزية] | Felis Silvestris   |        |        | غير مهددة بالانقراض            |
| أسد          |                       | Panthera leo       |        |        | منقرض في البرية                |
| قط صحراوي    | قط الرمال             | Felis margarita    |        |        | قريبة من خطر التهديد بالانقراض |
| أم ريشات     | عناق الأرض            | Felis caracal      |        |        | غير مهددة بالانقراض            |
| فهد          | فهد                   | Acinonyx jubatus   |        |        | مهددة بخطر انقراض أقصى         |
| بج           | بج                    | Leptailurus serval |        |        | غير مهددة بالانقراض            |
| نمر          | نمر                   | Panthera pardus    |        |        | مهددة بخطر انقراض أقصى         |

## رتبة الحيتانيات

### تحت رتبة حيتان البالين
هناك من 10 - 13 فصيلة في العالم، منهم ربما 3-4 في المياه المغربية.

#### عائلة الحيتانيات القافزة
عائلة الحيتانيات القافزة هراكلةs تضم من 6 - 8 فصائل في العالم، منهم واحدة في المياه المغربية.
| الاسم العربي            | الاسم بالإنجليزية       | الفصيلة             | صورة | خريطة | حالة الحفظ بالمغرب |
| ----------------------- | ----------------------- | ------------------- | ---- | ----- | ------------------ |
| حوت شمال الأطلسي الصائب | حوت شمال الأطلسي الصائب | glacialis Eubalaena |      |       |                    |

### تحت رتبة الحيتانيات ذوات الأسنان
تحت رتبة الحيتانيات ذوات الأسنان تتكون من 66 فصيلة في العالم، منهم 13 في المياه المغربية.

#### عائلة حيتان العنبر
| الاسم العربي       | الاسم بالإنجليزية             | الفصيلة           | صورة | خريطة |
| خنزير البحر هاربور | Harbour porpoise [الإنجليزية] | Phocoena phocoena |      |       |

#### عائلة الحيتان البيضاء
عائلة الحيتان البيضاء يوجد منها 3 فصائل بالعالم، ويعتقد بوجود فصيلة واحدة منهم بالمياه المغربية.
| الاسم العربي      | الاسم والموقع بالإنجليزية | الفصيلة         | صورة | خريطة |
| ----------------- | ------------------------- | --------------- | ---- | ----- |
| حوت العنبر القزم  | حوت العنبر القزمي         | breviceps Kogia |      |       |
| حوت العنبر الصغير | حوت العنبر القزم          | breviceps Kogia |      |       |

#### عائلة الدرافيل
عائلة الدرافيل يوجد منها 32 فصائل بالعالم، منهم 8 فصائل بالمياه المغربية.
| الاسم العربي          | الاسم بالإنجليزية                    | الفصيلة             | صورة | خريطة |
| --------------------- | ------------------------------------ | ------------------- | ---- | ----- |
| دلفين عادي            | دلفين شائع                           | Delphinus delphis   |      |       |
| حوت قاتل              | حوت قاتل                             | Orcinus orca        |      |       |
| حوت قاتل قزم          | حوت قاتل قزم                         | Feresa attenuata    |      |       |
| دلفين اطلسي أرقط      | Atlantic spotted dolphin             | Stenella frontalis  |      |       |
| دلفين فريزر           | Fraser's dolphin [الإنجليزية]        | Lagenodelphis hosei |      |       |
| دلفين مسنن الاسنان    | Rough-toothed dolphin [الإنجليزية]   | Steno bredanensis   |      |       |
| حوت قائد طويل الزعنفة | Long-finned pilot whale [الإنجليزية] | Globicephala melas  |      |       |

#### عائلة الحيتان ذوات المنقار
عائلة الحيتان ذوات المنقار يوجد منها 32 فصائل بالعالم، منهم 8 فصائل بالمياه المغربية.
| الاسم العربي           | الاسم بالإنجليزية                      | الفصيلة                 | الصورة | خريطة |
| ---------------------- | -------------------------------------- | ----------------------- | ------ | ----- |
| حوت كوفييه ذو المنقار  | حوت كوفييه ذو المنقار                  | Ziphius cavirostris     |        |       |
| حوت بلينفيل ذو المنقار | Blainville's beaked whale [الإنجليزية] | Mesoplodon densirostris |        |       |
| حوت ذو المنقار القوي   | True's beaked whale [الإنجليزية]       | Mesoplodon mirus        |        |       |

## رتبة الحافريات زوجية الأصابع Order Artiodactyla

### عائلة الخنزيريات Family Suidae
عائلة الخنزيريات تنقسم إلى 7 فصائل في العالم، يتواجد منهم فصيلة واحدة في المغرب:
| الاسم بالعربية | الاسم بالإنجليزية      | الاسم العلمي | الصورة |
| -------------- | ---------------------- | ------------ | ------ |
| خنزير بربري    | North africa wild boar | Sus scrofa   |        |

### عائلة البقريات Family Bovidae
عائلة البقريات تنقسم إلى 7 فصائل في العالم، يتواجد منهم فصيلة واحدة في المغرب:
| الاسم بالعربية | الاسم بالإنجليزية | الاسم العلمي            | الصورة |  |
| -------------- | ----------------- | ----------------------- | ------ |  |
| مها أبو عدس    | Addax             | Addax nasomaculatus     |        |  |
| أيل بربري      | Barbary stag      | Cervus elaphus barbarus |        |  |
| مها أبو حراب   | Scimitar oryx     | Oryx dammah             |        |  |
| غزال دوركاس    | Dorcas gazelle    | Gazella dorcas          |        |  |
| غزال ريم       | Rhim gazelle      | Gazella leptoceros      |        |  |
| غزال كوفييه    | cuvieri gazelle   | Gazella cuvieri         |        |  |
| كبش بربري      | barbary sheep     | Ammotragus lervia       |        |  |

## رتبة الارنبيات Order Lagomorpha

### عائلة البيكاوات Family Leporidae
عائلة البيكاوات يوجد منها 32 فصائل بالعالم، منهم 8 فصائل بالبراري المغربية.
| الاسم العربي           | الاسم بالإنجليزية    | الفصيلة               | صورة | خريطة |
| ---------------------- | -------------------- | --------------------- | ---- | ----- |
| ارنب أوروبي            | أرنب أوروبي          | Oryctolagus cuniculus |      |       |
| ارنب بني               | أرنب الصحراء البري   | Lepus capensis        |      |       |
| ارنب السافانا الأفريقي | African Savanna Hare | Lepus microtis        |      |       |

## رتبة القوارض Order Rodentia

### عائلة الفئران Family Muridae
عائلة الفئران تنقسم إلى 81 فصائل في العالم، يتواجد منهم 19 فصيلة في المغرب:
| الاسم العربي                    | الاسم بالإنجليزية                        | الفصيلة                | الصورة | الموقع |
| ------------------------------- | ---------------------------------------- | ---------------------- | ------ | ------ |
| عضل غربي                        | عضل مغربي                                | Gerbillus hesperinus   |        |        |
| عضل هوكسترال                    | عضل هوغسترالي                            | Gerbillus campestris   |        |        |
| عضل اكسيدنتال                   | عضل غربي                                 | Gerbillus occiduus     |        |        |
| بيوض (جرذ)                      | Lesser Egyptian Gerbil [الإنجليزية]      | Gerbillus gerbillus    |        |        |
| عضل طرابول                      | Tarabul's Gerbil [الإنجليزية]            | Gerbillus tarabuli     |        |        |
| عضل بلوشي                       | عضل بلوشي                                | Gerbillus nanus        |        |        |
| جربوع شمال أفريقيا              | North African Gerbil [الإنجليزية]        | Dipodillus hoogstraali |        |        |
| عضل كبير قصير الذيل             | Greater Short-tailed Gerbil [الإنجليزية] | Dipodillus maghrebi    |        |        |
| عضل صغير قصير الذيل             | Lesser Short-tailed Gerbil [الإنجليزية]  | Dipodillus simoni      |        |        |
| جرذ شاوي                        | Shaw's Jird [الإنجليزية]                 | Meriones shawi         |        |        |
| جرذ غليظ                        | جرد غليظ                                 | Meriones crassus       |        |        |
| جرد ليبي                        | جرد ليبي                                 | Meriones libycus       |        |        |
| جربوع الذيل الدهني              | عضل أليان                                | Pachyuromys duprasi    |        |        |
| فار الرمل السمين                | فأر الرمل السمين                         | Psammomys obesus       |        |        |
| فأر الخشب                       | فأر الخشب                                | Apodemus sylvaticus    |        |        |
| فأر العشب المخطط البربري        | Barbary Striped Grass Mouse [الإنجليزية] | Lemniscomys barbarus   |        |        |
| فأر الاثداء الغيني              | Guinea Multimammate Mouse [الإنجليزية]   | Mastomys erythroleucus |        |        |
| فأر البحر الابيض المتوسط الغربي | فأر غرب المتوسط                          | Mus spretus            |        |        |

### عائلة الجربوعيات Family Dipodidae
تقسم الجربوعيات إلى 30 فصيلة في العالم، يتواجد منهم 3 فصائل في المغرب:
| الاسم العربي | الاسم بالإنجليزية | الفصيلة            | الصورة | الموقع |
| ------------ | ----------------- | ------------------ | ------ | ------ |
| أبو نوارة    | يربوع مصري صغير   | Jaculus jaculus    |        |        |
| قريفتي       | يربوع مصري كبير   | Jaculus orientalis |        |        |

### عائلة نيص العالم القديم Family Hystricidae
عائلة نيص العالم الجديد تنقسم إلى 81 فصائل في العالم، يتواجد منهم 19 فصيلة في المغرب:
| الاسم العربي | الاسم بالإنجليزية | الفصيلة          | الصورة | الموقع |
| ------------ | ----------------- | ---------------- | ------ | ------ |
| شيهم متوج    | أبو شوك           | Hystrix cristata |        |        |

### عائلة السناجب Family Sciuridae
تقسم السناجب إلى 30 فصيلة في العالم، يتواجد منهم 3 فصائل في المغرب:
| الاسم العربي        | الاسم بالإنجليزية                    | الفصيلة              | الصورة | الموقع |
| ------------------- | ------------------------------------ | -------------------- | ------ | ------ |
| سنجاب الارض البربري | سنجاب بربري                          | Atlantoxerus getulus |        |        |
| سنجاب الارض المخطط  | Striped Ground Squirrel [الإنجليزية] | Xerus erythropus     |        |        |

### عائلة الزغبيات Family Gliridae
عائلة الزغبيات تنقسم إلى 81 فصائل في العالم، يتواجد منهم 19 فصيلة في المغرب:
| الاسم العربي | الاسم بالإنجليزية | الفصيلة           | الصورة | الموقع |
| ------------ | ----------------- | ----------------- | ------ | ------ |
| زغبة الحدائق | زغبة طويلة الأذن  | Eliomys melanurus |        |        |

### عائلة القنديات Family Gundis
تقسم القنديات إلى 30 فصيلة في العالم، يتواجد منهم 3 فصائل في المغرب:
| الاسم العربي | الاسم بالإنجليزية | الفصيلة             | الصورة | الموقع |
| ------------ | ----------------- | ------------------- | ------ | ------ |
| قند عادي     | قندي شائع         | Ctenodactylus gundi |        |        |
| قند فال      | قندي فالي         | Ctenodactylus vali  |        |        |

### المصدر
- "The IUCN Red List of Threatened Species: Mammals of Morocco". IUCN. 2001. مؤرشف من الأصل في 2020-04-10. اطلع عليه بتاريخ 2007-05-22. [وصلة مكسورة]
- "Mammal Species of the World". Smithsonian National Museum of Natural History. 2005. مؤرشف من الأصل في 2007-04-27. اطلع عليه بتاريخ 2007-05-22.
- "Animal Diversity Web". University of Michigan Museum of Zoology. 1995–2006. مؤرشف من الأصل في 2012-09-03. اطلع عليه بتاريخ 2007-05-22.{{استشهاد ويب}}:  صيانة الاستشهاد: تنسيق التاريخ (link)